# Thomas Sejersen
Thomas Sejersen, född 1957, är en svensk professor med inriktning mot neuromuskulära sjukdomar hos barn och överläkare vid Astrid Lindgrens barnsjukhus. Sejersen är sedan 2006 medlem i styrelsen för European Pediatric Neurology Society (EPNS). Han är också verksam som författare samt sitter som ledamot i Insamlingsstiftelsen för muskeldystrofiforskning.